# Јоргос Гениматас
Јоргос Гениматас (грч. Γεώργιος Γεννηματάς) је бивши грчки атлетичар који је учествовао на првим Олимпијским играма 1896 у Атини.
Гениматас се такмичио у трци на 100 метара. Такмичио се у трећој квалификованој групи где је од 5 такмичара заједни са Хенриком Сјебергом из Шведске поделио последње место и није успео да се пласира у финале.